# Ottertail (Minnesota)
Ottertail es una ciudad ubicada en el condado de Otter Tail en el estado estadounidense de Minnesota. En el Censo de 2010 tenía una población de 572 habitantes y una densidad poblacional de 43,3 personas por km².

## Geografía
Ottertail se encuentra ubicada en las coordenadas 46°25′13″N 95°34′3″O / 46.42028, -95.56750. Según la Oficina del Censo de los Estados Unidos, Ottertail tiene una superficie total de 13.21 km², de la cual 11.08 km² corresponden a tierra firme y (16.15%) 2.13 km² es agua.

## Demografía
Según el censo de 2010, había 572 personas residiendo en Ottertail. La densidad de población era de 43,3 hab./km². De los 572 habitantes, Ottertail estaba compuesto por el 98.95% blancos, el 0% eran afroamericanos, el 0.17% eran amerindios, el 0% eran asiáticos, el 0% eran isleños del Pacífico, el 0% eran de otras razas y el 0.87% pertenecían a dos o más razas. Del total de la población el 0.87% eran hispanos o latinos de cualquier raza.